# 山梨県中学校一覧
| 総数                        | 89校・3分校      |
| 国立                        | 1校              |
| 公立                        | 80校・3分校      |
| 私立                        | 8校              |
| 教育委員会所在地            | 〒400-8501       |
| 山梨県甲府市丸の内一丁目6-1 |                  |
| 公式サイト                  | 山梨県教育委員会 |

山梨県中学校一覧（やまなしけんちゅうがっこういちらん）は、山梨県の中学校の一覧。

## 国立中学校
- 山梨大学教育学部附属中学校

## 公立中学校

### 甲府市
- 甲府市立東中学校
- 甲府市立西中学校
- 甲府市立南中学校
- 甲府市立北中学校
- 甲府市立南西中学校
- 甲府市立北東中学校
- 甲府市立北西中学校
- 甲府市立上条中学校
- 甲府市立城南中学校
  - 城南中分校
- 甲府市立富竹中学校
- 甲府市立笛南中学校
  - 桜木分校

### 富士吉田市
- 富士吉田市立下吉田中学校
- 富士吉田市立明見中学校
- 富士吉田市立吉田中学校
- 富士吉田市立富士見台中学校

### 都留市
- 都留市立都留第一中学校
- 都留市立都留第二中学校
- 都留市立東桂中学校

### 山梨市
- 山梨市立山梨北中学校
- 山梨市立山梨南中学校
- 山梨市立笛川中学校

### 大月市
- 大月市立大月東中学校
- 大月市立猿橋中学校

### 韮崎市
- 韮崎市立韮崎西中学校
- 韮崎市立韮崎東中学校

### 南アルプス市
- 南アルプス市立八田中学校
- 南アルプス市立白根巨摩中学校
- 南アルプス市立白根御勅使中学校
- 南アルプス市立芦安中学校
- 小中一貫校南アルプス市立若草中学校
- 南アルプス市立櫛形中学校
- 南アルプス市立甲西中学校

### 北杜市
- 北杜市立明野中学校
- 北杜市立須玉中学校
- 北杜市立高根中学校
- 北杜市立長坂中学校
- 北杜市立泉中学校
- 北杜市立小淵沢中学校
- 北杜市立白州中学校
- 北杜市立武川中学校
- 北杜市立甲陵中学校

### 甲斐市
- 甲斐市立敷島中学校
- 甲斐市立竜王中学校
- 甲斐市立竜王北中学校
- 甲斐市立双葉中学校
- 甲斐市立玉幡中学校

### 笛吹市
- 笛吹市立石和中学校
- 笛吹市立御坂中学校
- 笛吹市立一宮中学校
- 笛吹市立浅川中学校
- 笛吹市立春日居中学校

### 甲州市
- 甲州市立塩山中学校
- 甲州市立塩山北中学校
- 甲州市立松里中学校
- 甲州市立勝沼中学校
- 甲州市立神金第二中学校（休校中）

### 上野原市
- 上野原市立上野原西中学校
- 上野原市立上野原中学校
- 上野原市立秋山中学校

### 中央市
- 中央市立田富中学校
- 中央市立玉穂中学校
  - 下河東分校

### 西八代郡
- 市川三郷町立市川中学校
- 市川三郷町立市川南中学校
- 市川三郷町立三珠中学校
- 市川三郷町立六郷中学校

### 南巨摩郡
- 富士川町立富士川中学校
- 早川町立早川中学校
- 身延町立身延中学校
- 南部町立南部中学校

### 中巨摩郡
- 昭和町立押原中学校

### 南都留郡

#### 組合立
- 恩賜林組合立河口湖南中学校 - 正式名称は、河口湖南中学校組合立河口湖南中学校

#### 町村立
- 富士河口湖町立河口湖北中学校
- 富士河口湖町立勝山中学校
- 西桂町立西桂中学校
- 山中湖村立山中中学校
- 忍野村立忍野中学校
- 道志村立道志中学校

### 北都留郡
- 小菅村立小菅中学校
- 丹波山村立丹波中学校

## 私立中学校

### 甲府市
- 駿台甲府中学校
- 山梨学院中学校
- 山梨英和中学校
- 甲府湯田中学校（休校中）

### 富士吉田市
- 富士学苑中学校

### 甲斐市
- 日本航空高等学校付属中学校（休校中）

### 南アルプス市
- 南アルプス子どもの村中学校

### 南都留郡
- 素和美中学校